# 胡舒立
胡舒立（1953年1月29日—），女，祖籍浙江上虞，生于北京。中华人民共和国媒体人士，是财新传媒创办人，现任财新传媒社长、中山大学新闻传播学院教授、中国人民大学新闻学院兼职教授。

## 简历

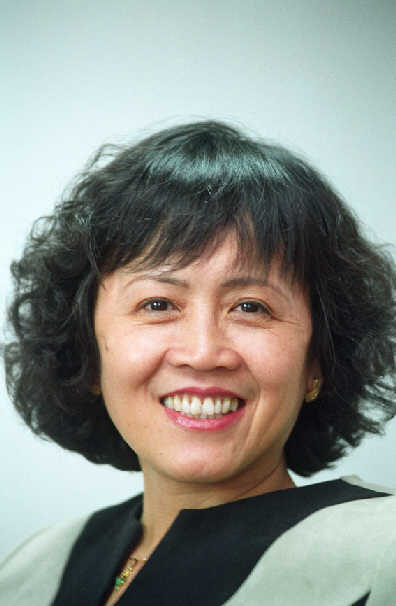
胡舒立

胡舒立1953年1月29日出生于北京，于1982年在中国人民大学获得新闻学学士学位，1982年至1992年在《工人日报》担任国际新闻编辑和记者，1992年至1998年在《中华工商时报》任国际新闻部主任和首席记者。期间，胡舒立于1994年获得斯坦福大学新闻学院奈特奖学金，攻读发展经济学。
2001年担任香港凤凰卫视财经新闻节目总监。2002年，胡舒立在美国福坦莫大学与北京大学中国经济研究中心合作的项目中获得EMBA学位。
胡舒立于1998年创办《财经》杂志，并担任主编11年，直到2009年创办财新传媒，任总编辑。2018年1月，胡舒立卸任《财新周刊》总编辑，改任财新传媒社长。她在新闻业界的成就获得了国际社会的认可。
胡舒立同时担任世界经济论坛国际媒体委员会委员。

## 荣誉
- 1995年，获得外国记者中心（COFJ）颁发的“杰出新闻记者奖”。
- 2001年，胡舒立被美国《商业周刊》评为当年50名“亚洲之星”之一。
- 2003年，被《世界新闻评论》授予“年度国际编辑”称号。
- 2006年，英国《金融时报》将她列为“中国最具影响力的专栏作家”之一，美国《华尔街日报》将她列为“亚洲最值得关注的十位女性”之一。
- 2007年，获得哈佛大学尼曼基金会颁发的2007年度刘易斯·李仰士新闻责任与正义奖。
- 2009年和2010年，两度获评美国《外交政策》杂志“年度世界百名思想者”之一。
- 2011年，登上美国《时代》全球最具影响力百人榜。[1]同年10月，她带领的财新传媒团队作为“独立媒体的先锋”，获得斯坦福大学颁发的2011年度肖伦斯特新闻奖；同年11月，荣获中華民國星云真善美新闻传播奖。
- 2012年，获由密苏里大学新闻学院颁发的“密苏里新闻事业杰出贡献荣誉奖章”。
- 2013年和2014年，入选“富比世亚洲商界权势女性榜”。
- 2014年，荣获菲律賓拉蒙·麦格塞塞奖。
- 2016年，获授美國普林斯顿大学荣誉法学博士学位。
- 2017年，获选《财富》年度50位“全球杰出领袖”。

## 家庭
外曾祖父胡庆堦，有长子胡愈之、次子胡仲持、三子胡伯恳、四子胡学惠、五子胡学恕（胡霍）。外祖父胡仲持，《申报》编辑及翻译。胡仲持生一子胡序介，两女胡德华（序昭）、胡令升（序高）。祖父曹杰，又名士彬，中华民国法学家，曾任中华人民共和国中央人民政府司法部司长、国务院参事，中国民主同盟盟员。
父亲曹奇峰，曹杰之子。第二次国共内战时期，在上海秘密加入中共地下党组织。中华人民共和国成立后，曾在全总劳动保护部工作，1959年以前曾代表全总劳动保护部负责过《劳动保护通讯》的编辑工作（《劳动保护通讯》1953年8月由全总和劳动部联合创办，1959年1月改由劳动部一家主办）。2010年4月1日，中国联合国教科文组织全国委员会副局级离休干部曹奇峰在北京病逝，享年86岁。
母亲胡令升。1944年到上虞县南乡泰岳寺春晖中学读书。抗日战争时期，和姐姐胡德华（序昭）曾到四明山区新四军三五支队工作。后来两姐妹受中共党组织派遣，先后回上海从事中共地下工作。中华人民共和国成立后，任全总下属的《工人日报》编委。1953年，工人出版社党支部组织委员胡令升曾找何家栋谈话。胡令升因癌症早逝。留下两女：长女曹佐雅、次女胡舒立。
姐姐曹佐雅，美国获博士学位，后在美国聖地亞哥州立大學教中文和中国文学。
丈夫苗棣，生于1951年9月19日，为中国传媒大学教授、文学院院长。